# Like a Rolling Stone
Like a Rolling Stone è un singolo del cantautore statunitense Bob Dylan, pubblicato il 20 luglio 1965 ossia un mese prima dell'album Highway 61 Revisited di cui fa parte.
Nel 2004, la rivista statunitense Rolling Stone lo classificò al 1º posto nella lista dei 500 migliori brani di tutti i tempi, posizione mantenuta fino al 2021, quando il brano fu spodestato da Respect di Aretha Franklin. Like a Rolling Stone figura anche al primo posto nella classifica delle canzoni più acclamate di tutti i tempi del sito Acclaimed Music.

## Descrizione

### Produzione
Dylan registrò il brano il 15 e 16 giugno 1965 presso lo studio A della Columbia, con la produzione di Tom Wilson e con la sua band composta da Mike Bloomfield (chitarra), Al Kooper (organo), Paul Griffin (pianoforte), Russ Savakus (basso) e Bobby Gregg (batteria); la canzone uscì su 45 giri il 20 luglio. Nonostante la durata insolita per l'epoca – 6 minuti – il singolo fu il più grande successo del cantautore, rimanendo per tre mesi nelle classifiche statunitensi, battuto in seguito solo da Help! dei Beatles.
Il brano, ben presto divenuto una pietra miliare nella musica, rappresenta per Dylan il punto di svolta della sua vita oltre che della sua carriera: il musicista statunitense coniuga in quest'opera sonorità folk e rock, suscitando reazioni distinte fra il pubblico. Il connubio fra questi due generi musicali è la strada che Dylan sceglie per esprimersi in una nuova forma, abbandonando quella maschera di profeta costruitagli dal pubblico e nella quale non riesce più a riconoscersi; Dylan si sente prigioniero di qualcosa che non è, ricerca una via alternativa e il risultato è un componimento di quasi venti pagine, da cui poi elaborerà quei sei minuti di Like a Rolling Stone che lasceranno un indelebile segno nella storia della musica.

### Significato
Like a Rolling Stone è un intenso e continuo susseguirsi di sensazioni e invettive, una provocazione verso quella "miss solitudine" protagonista della canzone e caduta in disgrazia dopo aver vissuto nel benessere e nella ricchezza, una "miss solitudine" di cui la pietra che rotola (in realtà, nella lingua inglese, rolling stone è un'espressione idiomatica per "vagabondo", "girovago", "nomade") è un chiaro emblema, un'immagine tra l'altro già utilizzata in passato sulla scena del blues e del folk; di più, è la liberazione del poeta Dylan, che abbandona il suo stato di idolo della folla e compie il tradimento, lasciando da parte quell'immagine di profeta in cui si era ritrovato rinchiuso senza volerlo, per sentirsi invece libero di seguire la propria strada, per poter essere del tutto sincero con se stesso. Ciò che in definitiva emerge dall'opera sono le capacità di comunicazione di Dylan, che rende il pubblico capace di immedesimarsi totalmente nel cantante statunitense e di sentire la passione, la rabbia con la quale egli stesso ha scritto il testo.

### Cover
Molti artisti conosciuti, tra cui i Green Day, David Bowie, Bob Marley, i Bon Jovi, i Rolling Stones, Jimi Hendrix e David Gilmour hanno fatto una cover di Like a Rolling Stone. Come spesso accade per i pezzi storici, Like a Rolling Stone è stata reinterpretata da moltissimi artisti.
Nell'album dei Beatles Let It Be è presente la traccia Dig It nella quale John Lennon cita la canzone di Dylan.
Nel 1966 Gianni Pettenati e The Juniors ne hanno inciso una versione in italiano con testo di Mogol e titolo tradotto letteralmente Come una pietra che rotola. Con lo stesso testo il brano appare nell'unico singolo dei The Wretched  (da non confondere con il gruppo omonimo attivo dal 1981).
Nel 1998 gli Articolo 31 la reinterpretano in chiave rap con il titolo Come una pietra scalciata, contenuta nell'album Nessuno.
Nel 2019 Gian Pieretti ne ha realizzato un'altra versione in italiano nel suo album Nobel, dedicato a cover di Dylan, intitolata Come si sta.

## Tracce
Testi e musiche di Dylan.
Lato 1
1. Like a Rolling Stone - 6:00

Lato 2
1. Gates of Eden - 5:48

## Formazione
- Bob Dylan – voce, chitarra, armonica a bocca
- Mike Bloomfield – chitarra
- Joe Macho Jr. – basso
- Al Kooper – organo Hammond
- Paul Griffin – pianoforte
- Bobby Gregg – batteria
- Bruce Langhorne – tamburello